# Thebanischer Zyklus
Der Thebanische Zyklus (altgriechisch Θηβαϊκός Κύκλος) oder Thebanische Sagenkreis ist eine Sammlung von vier verlorenen Epen der altgriechischen Literatur, welche die mythische Geschichte der Stadt Theben in Böotien berichtet. Sie wurde in daktylischen Hexametern verfasst und wahrscheinlich zwischen 750 und 500 v. Chr. niedergeschrieben.
Im 9. Jahrhundert betrachtete der Gelehrte und Geistliche Photius in seiner Bibliothek den Thebanischen Zyklus als Teil des Epischen Zyklus, moderne Gelehrte jedoch normalerweise nicht.
Die Geschichten dieses thebanischen Sagenkreises behandelten traditionelle Themen, von denen viele aus den beiden homerischen Epen, der Ilias und der Odyssee, bekannt sind. Die berühmtesten Geschichten im Zyklus waren diejenigen von Oidipous (Oedipus) und von den „Sieben gegen Theben“, die beide von der griechischen Tragödie (Sophokles, Aischylos) verwertet wurden.
Die Epen des thebanischen Sagenkreises waren folgende:
- Oidipodeia, dem Kinaithon von Sparta zugeschrieben: erzählt die Geschichte von Oidipous’ Lösung des Rätsels der Sphinx und vermutlich seine inzestuöse Heirat mit seiner Mutter Iokaste.
- Thebais von ungewisser Autorschaft, aber im Altertum manchmal Homer zugeschrieben: berichtet die Geschichte des Krieges zwischen den Söhnen des Oidipous, Eteokles und Polyneikes, sowie von Polyneikes’ erfolglosem Feldzug gegen die Stadt Theben mit sechs anderen Kommandanten (die „Sieben gegen Theben“), bei dem Eteokles und Polyneikes sich gegenseitig töteten.
- Epigonen („Nachkommen“), im Altertum entweder Antimachos von Teos oder Homer zugeschrieben: eine Fortsetzung der Thebais, welche die Geschichte der nächsten Generation von Heroen erzählt, die Theben, diesmals erfolgreich, angriffen.
- Alkmaionis, von einem unbekannten Dichter: erzählte die Geschichte von Alkmaions Tötung seiner Mutter Eriphyle, weil sie den Tod seines Vaters Amphiaraos arrangiert hatte (worüber in der Thebais berichtet wird).